# Tyll Necker

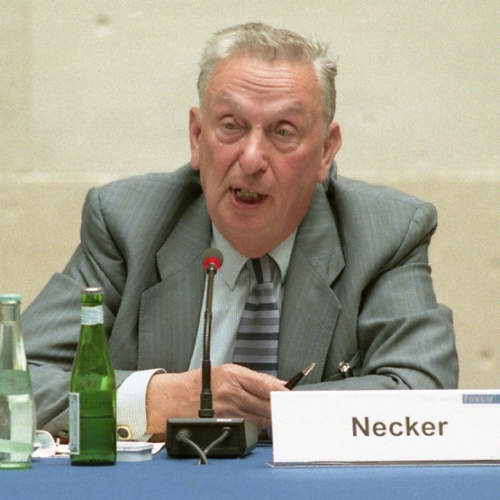
Tyll Necker (2000)

Tyll Necker (* 2. Februar 1930 in Berlin; † 29. März 2001 in Bad Oldesloe) war ein deutscher Unternehmer und Fabrikant. Er war Geschäftsführer und Gesellschafter der Hako-Werke GmbH & Co. sowie Vizepräsident, Schatzmeister und Präsident des Bundesverband der Deutschen Industrie (BDI).

## Leben und unternehmerische Leistung
Tyll Necker war von 1946 bis 1950 Schüler der Odenwaldschule in Heppenheim, wo er sein Abitur machte. Dort lernte er auch Karin Koch, die Tochter von Hans Koch, dem Inhaber des Unternehmens Hans Koch & Sohn (heute Hako GmbH) kennen. Bereits während seiner Schulzeit arbeitete er 1948 für einige Monate beim Unternehmen Hans Koch & Sohn in Pinneberg. Danach studierte er in Göttingen, München und Hamburg Volkswirtschaft und Philosophie. Während seines Studiums war er Werkstudent bei Hako. 1955 machte er sein Examen als Diplom-Volkswirt. Kurz nach Abschluss seines Studiums 1955 heirateten Necker und Karin Koch. Noch im selben Jahr trat Necker als Vertriebsleiter in das Unternehmen seines Schwiegervaters ein.
Im Jahr 1960 wurde er kaufmännischer Geschäftsführer sowie Mitgesellschafter. Die technische Leitung übernahm sein Schwager Tim Koch. Seine Frau Karin wurde später Personalchefin.
Da sich in den 1960er Jahren der Obst- und Gemüsebau aufgrund stetig steigender Importzahlen aus Südeuropa stark veränderte und viele bisherige Hako-Kunden ihr Geschäft aufgaben, verlagerte die Geschäftsleitung um Tyll Necker die Produktion in Richtung Bau von Reinigungsmaschinen für Unternehmen und Kommunen.
1966 zog sich der Firmengründer Hans Koch aus dem Unternehmen zurück und Tyll Necker übernahm alleine die Führung.
1977 wurde Necker Vizepräsident des Verbandes Deutscher Maschinen- und Anlagenbau e. V. und von Oktober 1980 bis September 1983 dessen Präsident. Seit 1980 war Necker Präsidiumsmitglied des
Bundesverbandes der Deutschen Industrie e. V. (BDI). 1981 wurde er Vizepräsident des BDI und ab 1982 zusätzlich Schatzmeister des BDI. Er wirkte im Landesbeirat der Deutschen Bank.
Im Jahr 1980 baute Necker durch Übernahme der American Cleaning Equipment Corporation – heute Minuteman International – das Geschäft in den USA aus.
Von 1. Januar 1987 bis 31. Dezember 1990 war Necker BDI-Präsident. Zum 1. Januar 1991 übernahm Heinrich Weiss das Amt und Necker wurde wieder Vizepräsident. Nach Querelen im BDI-Vorstand trat Weiss am 26. August 1992 zurück, und Necker wurde zum kommissarischen Präsidenten bestellt. Am 30. November 1992 wurde er wieder zum BDI-Präsidenten gewählt und blieb dies bis zum 31. Dezember 1994. Sein Nachfolger wurde Hans-Olaf Henkel.
Als BDI-Präsident setzte sich Tyll Necker unter anderem für unternehmensinternen Umweltschutz und gegen steigende Lohnnebenkosten wie etwa gegen die damals neue Pflegeversicherung ein. Darüber hinaus appellierte er an Politik, Gewerkschaften und Unternehmern, einen Pakt für den Standort Bundesrepublik zu schließen. In der eigenen Firma war Necker der klassische Firmen-Patriarch, der das Unternehmen mit strenger Hand leitete, sich aber auch um die Fürsorge seiner Mitarbeiter kümmerte. So befinden sich unter der mehr als 10.000 Quadratmeter großen Produktionshalle ein Schwimmbad sowie eine Sauna, in denen sich die Mitarbeiter in den Pausen oder nach Dienstschluss entspannen können.
Nach dem Mauerfall war Necker in verschiedenen Aufsichtsräten ehemaliger VEB tätig. Im Rahmen dieser Engagements übernahm die Hako-Gruppe 1991 die Firma Havelländische Maschinenbau GmbH.
1998 wurde wiederum die Mehrheit (75,3 %) des thüringischen Vorzeigeunternehmens Multicar übernommen. Die Firma war 1991 im Rahmen eines Management-Buy-Outs privatisiert worden.
Nicht zuletzt aufgrund dieser Engagements von Necker im Rahmen der Integration der ehemaligen DDR-Betriebe nahm das manager magazin Tyll Necker im Jahr 1998 als herausragende Persönlichkeit der deutschen Wirtschaft in seine Business Hall of Fame auf. Eine Zeitlang war Necker als Kandidat für das Amt des Bundeswirtschaftsministers im Gespräch. Da er jedoch auch bestimmte Entscheidungen der Regierung stark kritisierte, kam es nie zu einer Berufung.
Tyll Necker wurde 2001 auf dem Friedhof in Bad Oldesloe beigesetzt. Seine Frau Karin war danach als Hako-Mitgesellschafterin bis zur vollständigen Übernahme der Hako-Werke durch die Possehl-Gruppe im Jahr 2007 noch im Unternehmen aktiv.

## Ehrungen
- 1989: Bernhard-Harms-Medaille des Instituts für Weltwirtschaft Kiel[5]
- 1990: Großes Verdienstkreuz mit Stern und Schulterband der Bundesrepublik Deutschland
- 1992: Alexander-Rüstow-Plakette
- 1996: Großes Silbernes Ehrenzeichen für Verdienste um die Republik Österreich[6]
- In Bad Oldesloe der Stätte seines Wirkens ist die Tyll-Necker-Straße nach ihm benannt.